# Франко Суперкі
Франко Суперкі (італ. Franco Superchi, нар. 1 вересня 1944, Аллум'єре) — італійський футболіст, що грав на позиції воротаря, зокрема за «Фіорентину» і «Верону».
Дворазовий чемпіон Італії. Чотириразовий володар Кубка Італії. Володар Кубка Мітропи. 

## Клубна кар'єра
Народився 1 вересня 1944 року в місті Аллум'єре. Вихованець юнацьких команд «Беттіні Квадраро» і «Тевере Рома».
У дорослому футболі дебютував 1963 року виступами за команду «Тевере Рома», в якій провів два сезони, взявши участь у 23 матчах чемпіонату. 
1965 року перейшов до «Фіорентини», де спочатку був дублером Енріко Альбертозі. Згодом став основним голкіпером «фіалок» і загалом за одинадцять сезонів захищав їх ворота у 227 іграх чемпіонату, відзначаючись досить високою надійністю і пропускаючи в середньому менше одного гола за матч. За цей час двічі ставав володарем Кубка Італії, а в сезоні 1968/69 виборов титул чемпіона Італії.
Згодом з 1976 по 1980 рік захищав кольори «Верони», після чого досвідченого воротаря запросила до свого складу столична «Рома», де він був дублером Франко Танкреді і за наступні чотири роки взяв участь лише в одній грі італійської першості. При цьому додав до переліку своїх трофеїв ще один титул чемпіона Італії і два Кубки Італії.
Завершував ігрову кар'єру у команді «Чивітавеккія» з четвертого італійського дивізіону, за яку виступав протягом 1984—1985 років.

## Виступи за збірну
Протягом 1968–1969 років залучався до складу молодіжної збірної Італії (U-23), зігравши у 4 офіційних матчах.

## Титули і досягнення
- Чемпіон Італії (2):

«Фіорентина»: 1968-1969
«Рома»: 1982-1983
- Володар Кубка Італії (4):

«Фіорентина»: 1965-1966, 1974-1975
«Рома»: 1980-1981, 1983-1984
- Володар Кубка Мітропи (1):

«Фіорентина»: 1966